# Șimleu Silvaniei
Șimleu Silvaniei (węg. Szilágysomlyó) – miasto w okręgu Sălaj (Siedmiogród)
w Rumunii, mieszka w nim 16 066 osób (2002 rok). Do miasta należą trzy miejscowości: Bic (Bükk), Cehei (Somlyócsehi) i Pusta (Csehipuszta).

## Historia
W dalekiej przeszłości była to dacka twierdza Dakidava.
Miasto jest gniazdem rodowym Batorych. Na początku XIII wieku zbudował tu rodowy zamek Miklós Sirokay. Zamek został po raz pierwszy wspomniany w 1319 roku. Później rodzina Batorych zbudowała rezydencję w mieście w 1592 roku, a zamek został opuszczony i dzisiaj jest ruiną. Powstało tam w 2005 pierwsze muzeum Holocaustu w Rumunii.

## Zabytki
- ruiny zamku
- rezydencja Batorych
- kościół rzymskokatolicki
- Muzeum Holocaustu

## Osoby związane z miastem
- Stefan Batory – król Polski i wielki książę litewski w latach 1576-1586
- Miklós Nyiszli – autor wspomnień z niemieckiego obozu koncentracyjnego Auschwitz-Birkenau
- Iuliu Maniu – jeden z najważniejszych rumuńskich polityków okresu międzywojennego
- Andrzej Batory – syn Stefana Batorego
- Zofia Batory – córka Andrzeja Batorego
- Elly Gross – ocalały z Holocaustu
- Joe Pasternak – reżyser
- Ioan Pușcaș – lekarz, gastroenterolog
- Liviu Antal – piłkarz grający w klubie Oțelul Gałacz

## Miasta partnerskie
- Albertirsa